# Georges Ditzler
Georges Ditzler, né le 15 novembre 1897 à Seraing en Belgique et mort le 22 octobre 1974 à Esneux en Belgique, est un footballeur international belge.
Défenseur dans les années 1920 au Standard de Liège, il a été international à trois reprises en 1926.
Il fait également partie de l'équipe belge quart-de-finaliste des Jeux olympiques d'été de 1928 mais il ne jouera toutefois pas. Un peu auparavant, le 1er avril 1928, il est capitaine lors d'une rencontre avec les aspirants remportée 3 buts à 2 face au Luxembourg. Ce sera la dernière fois qu'il entre en action avec l'équipe nationale.

## Statistiques

### En club
| Saison                | Club                  | Championnat             | Championnat | Championnat | Coupe(s) nationale(s) | Coupe(s) nationale(s) | Belgique | Belgique | Total | Total |
| Saison                | Club                  | Division                | M.          | B.          | M.                    | B.                    | M.       | B.       | M.    | B.    |
| 1920-1921             | Standard de Liège     | Promotion (D2)          | 20          | 0           | -                     | -                     | -        | -        | 20    | 0     |
| 1921-1922             | Standard de Liège     | Division d'Honneur (D1) | -           | -           | -                     | -                     | -        | -        | 0     | 0     |
| 1922-1923             | Standard de Liège     | Division d'Honneur (D1) | -           | -           | -                     | -                     | -        | -        | 0     | 0     |
| 1923-1924             | Standard de Liège     | Division d'Honneur (D1) | -           | -           | -                     | -                     | -        | -        | 0     | 0     |
| 1924-1925             | Standard de Liège     | Division d'Honneur (D1) | -           | -           | -                     | -                     | -        | -        | 0     | 0     |
| 1925-1926             | Standard de Liège     | Division d'Honneur (D1) | -           | -           | -                     | -                     | 3        | 0        | 3     | 0     |
| 1926-1927             | Standard de Liège     | Division d'Honneur (D1) | -           | -           | -                     | -                     | -        | -        | 0     | 0     |
| 1927-1928             | Standard de Liège     | Division d'Honneur (D1) | -           | -           | -                     | -                     | -        | -        | 0     | 0     |
| 1928-1929             | Standard de Liège     | Division d'Honneur (D1) | -           | -           | -                     | -                     | -        | -        | 0     | 0     |
| 1929-1930             | Standard de Liège     | Division d'Honneur (D1) | -           | -           | -                     | -                     | -        | -        | 0     | 0     |
| 1930-1931             | Standard de Liège     | Division d'Honneur (D1) | -           | -           | -                     | -                     | -        | -        | 0     | 0     |
| 1931-1932             | Standard de Liège     | Division d'Honneur (D1) | -           | -           | -                     | -                     | -        | -        | 0     | 0     |
| Total sur la carrière | Total sur la carrière | Total sur la carrière   | -           | -           | -                     | -                     | 3        | 0        | 3     | 0     |

### En sélections nationales
| Saison                | Sélection             | Campagne              | Phases finales | Phases finales | Phases finales | Éliminatoires | Éliminatoires | Éliminatoires | Matchs amicaux | Matchs amicaux | Matchs amicaux | Total | Total | Total |
| Saison                | Sélection             | Campagne              | Sél.           | Cap.           | Buts           | Sél.          | Cap.          | Buts          | Sél.           | Cap.           | Buts           | Sél.  | Cap.  | Buts  |
| --------------------- | --------------------- | --------------------- | -------------- | -------------- | -------------- | ------------- | ------------- | ------------- | -------------- | -------------- | -------------- | ----- | ----- | ----- |
| 1925-1926             | Belgique              | -                     | -              | -              | -              | -             | -             | -             | 3              | 3              | 0              | 3     | 3     | 0     |
| 1927-1928             | Belgique              | JO 1928               | 3              | 0              | 0              | -             | -             | -             | -              | -              | -              | 3     | 0     | 0     |
| Sous-total            | Sous-total            | Sous-total            | 3              | 0              | 0              | -             | -             | -             | 3              | 3              | 0              | 6     | 3     | 0     |
| 1927-1928             | Belgique aspirants    | -                     | -              | -              | -              | -             | -             | -             | 1              | 1              | 0              | 1     | 1     | 0     |
| Sous-total            | Sous-total            | Sous-total            | -              | -              | -              | -             | -             | -             | 1              | 1              | 0              | 1     | 1     | 0     |
| Total sur la carrière | Total sur la carrière | Total sur la carrière | 3              | 0              | 0              | -             | -             | -             | 4              | 4              | 0              | 7     | 4     | 0     |

### Matchs internationaux
| Matchs internationaux de Georges Ditzler | Matchs internationaux de Georges Ditzler | Matchs internationaux de Georges Ditzler             | Matchs internationaux de Georges Ditzler | Matchs internationaux de Georges Ditzler | Matchs internationaux de Georges Ditzler | Matchs internationaux de Georges Ditzler | Matchs internationaux de Georges Ditzler |
| #                                        | Date                                     | Lieu                                                 | Adversaire                               | Résultat                                 | Compétition                              | Club                                     | Notes                                    |
| ---------------------------------------- | ---------------------------------------- | ---------------------------------------------------- | ---------------------------------------- | ---------------------------------------- | ---------------------------------------- | ---------------------------------------- | ---------------------------------------- |
| 1                                        | 2 mai 1926                               | Het Nederlandsch Sportpark (nl), Amsterdam, Pays-Bas | Pays-Bas                                 | V 5 - 1                                  | Match amical                             | Standard de Liège                        | Titulaire.                               |
| 2                                        | 24 mai 1926                              | Stade olympique, Anvers, Belgique                    | Angleterre                               | D 3 - 5                                  | Match amical                             | Standard de Liège                        | Titulaire.                               |
| 3                                        | 20 juin 1926                             | Stade du Daring, Molenbeek-Saint-Jean, Belgique      | France                                   | N 2 - 2                                  | Match amical                             | Standard de Liège                        | Titulaire.                               |
| -                                        | 27 mai 1928                              | Stade olympique, Amsterdam, Pays-Bas                 | Luxembourg                               | V 5 - 3                                  | Jeux olympiques 1928                     | Standard de Liège                        | Remplaçant.                              |
| -                                        | 2 juin 1928                              | Stade olympique, Amsterdam, Pays-Bas                 | Argentine                                | D 3 - 6                                  | Jeux olympiques 1928                     | Standard de Liège                        | Remplaçant.                              |
| -                                        | 5 juin 1928                              | Sparta Stadion Het Kasteel, Rotterdam, Pays-Bas      | Pays-Bas                                 | D 1 - 3                                  | Jeux olympiques 1928                     | Standard de Liège                        | Remplaçant.                              |

| Matchs aspirants de Georges Ditzler | Matchs aspirants de Georges Ditzler | Matchs aspirants de Georges Ditzler         | Matchs aspirants de Georges Ditzler | Matchs aspirants de Georges Ditzler | Matchs aspirants de Georges Ditzler | Matchs aspirants de Georges Ditzler | Matchs aspirants de Georges Ditzler |
| #                                   | Date                                | Lieu                                        | Adversaire                          | Résultat                            | Compétition                         | Club                                | Notes                               |
| ----------------------------------- | ----------------------------------- | ------------------------------------------- | ----------------------------------- | ----------------------------------- | ----------------------------------- | ----------------------------------- | ----------------------------------- |
| 1                                   | 1er avril 1928                      | Terrain du CA Spora, Luxembourg, Luxembourg | Luxembourg                          | V 3 - 2                             | Match amical                        | Standard de Liège                   | Titulaire et capitaine.             |

## Palmarès

### En club
|  |  | Standard de Liège - Championnat de Belgique : - Vice-champion : 1926 et 1928 - Championnat de Belgique de Promotion (1) : - Champion : 1921 |